# Бездокументарная ценная бумага
Бездокументарная ценная бумага — ценная бумага, не имеющая физической бумажной формы. Фиксация прав по такому типу ценных бумаг осуществляется посредством записей на специальных счетах. По своим функциям бездокументарные ценные бумаги идентичны документарным за тем исключением, что при совершении сделок не требуется физического перемещения ценных бумаг.
Под безналичными ценными бумагами понимают две категории ценных бумаг. Первая не предусматривает их оформление сертификатами, российское законодательство называет их бездокументарными ценными бумагами. Вторая — это ценные бумаги, оформленные сертификатами согласно условиям их выпуска, оборот которых происходит в безналичной форме. Такие ценные бумаги называют документарными безналичными ценными бумагами.
Правовая природа бездокументарных ценных бумаг является предметом споров. На этот счёт существуют две основных позиции. Согласно первой позиции, режим вещей не распространяется на бездокументарные ценные бумаги. По мнению юриста В. А. Белова, «под ценными бумагами как объектами гражданских правоотношений можно понимать только документы, но не воплощенные в них субъективные гражданские права». Другая позиция признаёт бездокументарную ценную бумагу особой бестелесной вещью, то есть объектом собственности, либо особым объектом гражданских прав. Так в российском законодательстве о ценных бумагах «их перевод со счёта на счет приравнен к реальной передаче традиционных ценных бумаг». К такой позиции склоняется и юрист Л. Р. Юлдашбаева: «более плодотворным был бы путь частичного распространения на бездокументарные ценные бумаги вещно-правового режима».